# Wil van der Aalst
 (juin 2021).
La mise en forme du texte ne suit pas les recommandations de Wikipédia : il faut le « wikifier ».
Les points d'amélioration suivants sont les cas les plus fréquents. Le détail des points à revoir est peut-être précisé sur la page de discussion.
- Les titres sont pré-formatés par le logiciel. Ils ne sont ni en capitales, ni en gras.
- Le texte ne doit pas être écrit en capitales (les noms de famille non plus), ni en gras, ni en italique, ni en « petit »…
- Le gras n'est utilisé que pour surligner le titre de l'article dans l'introduction, une seule fois.
- L'italique est rarement utilisé : mots en langue étrangère, titres d'œuvres, noms de bateaux, etc.
- Les citations ne sont pas en italique mais en corps de texte normal. Elles sont entourées par des guillemets français : « et ».
- Les listes à puces sont à éviter, des paragraphes rédigés étant largement préférés. Les tableaux sont à réserver à la présentation de données structurées (résultats, etc.).
- Les appels de note de bas de page (petits chiffres en exposant, introduits par l'outil «  Source ») sont à placer entre la fin de phrase et le point final[comme ça].
- Les liens internes (vers d'autres articles de Wikipédia) sont à choisir avec parcimonie. Créez des liens vers des articles approfondissant le sujet. Les termes génériques sans rapport avec le sujet sont à éviter, ainsi que les répétitions de liens vers un même terme.
- Les liens externes sont à placer uniquement dans une section « Liens externes », à la fin de l'article. Ces liens sont à choisir avec parcimonie suivant les règles définies. Si un lien sert de source à l'article, son insertion dans le texte est à faire par les notes de bas de page.
- La présentation des références doit suivre les conventions bibliographiques. Il est recommandé d'utiliser les modèles {{Ouvrage}}, {{Chapitre}}, {{Article}}, {{Lien web}} et/ou {{Bibliographie}}. Le mode d'édition visuel peut mettre en forme automatiquement les références.
- Insérer une infobox (cadre d'informations à droite) n'est pas obligatoire pour parachever la mise en page.

Pour une aide détaillée, merci de consulter Aide:Wikification.
Si vous pensez que ces points ont été résolus, vous pouvez retirer ce bandeau et améliorer la mise en forme d'un autre article.
Pour les articles homonymes, voir Aalst.
Willibrordus Martinus Pancratius van der Aalst (né le 29 janvier 1966) est un informaticien néerlandais et professeur titulaire à la RWTH Aachen University, à la tête du groupe Process and Data Science (PADS). Ses intérêts de recherche et d'enseignement comprennent les systèmes d'information, la gestion des flux de travail, les réseaux de Petri, l'exploration de processus, les langages de spécification et la simulation. Il est également connu pour ses travaux sur les modèles de flux de travail.

## Biographie
Né à Eersel, aux Pays-Bas, van der Aalst a obtenu un Master en informatique en 1988 à la Technische Universiteit Eindhoven (TU/e), et un doctorat en mathématiques en 1992 avec la thèse "Réseaux de Petri colorés temporisés et leur application à la logistique" sous supervision de Jaap Wessels et Kees van Hee.
En 1992, il a commencé en tant que professeur assistant au département de mathématiques et d'informatique, où il dirigeait le groupe de recherche sur la spécification et la modélisation des systèmes d'information (SMIS). De 2000 à 2003, il devient professeur titulaire à temps partiel au département d'informatique. De 2000 à 2006, il a été chef du département des systèmes d'information. Depuis 2006, il est professeur ordinaire au Département de mathématiques et d'informatique. Il a également un poste à temps partiel dans le groupe BPM de la Queensland University of Technology (QUT).
Il a été professeur invité à l'Institut de technologie de Karlsruhe (AIFB), à l'Université de Géorgie (LSDIS), à l'Université Johann Wolfgang Goethe de Francfort-sur-le-Main (WI-II), à l'Université du Colorado (CTRG), à l'Université de technologie du Queensland (CITI), à l'Université d'Aarhus (DAIMI), et à la Fondazione Bruno Kessler (FBK).
Il est rédacteur en chef adjoint de plusieurs revues, dont "IEEE Transactions on Services Computing", "IEEE Transactions on Industrial Informatics", "International Journal of Business Process Integration and Management", "International Journal on Enterprise Modeling and Information Systems Architectures", "Computers in Industry" et "Transactions on Petri Nets and Other Models of Concurrency".
Il est éditeur de la série "Lecture Notes in Business Information Processing" (LNBIP) de Springer, membre du comité de rédaction de "Distributed and Parallel Databases" et "Business and Information Systems Engineering", et membre de plusieurs comités de pilotage, dont "International Conference Series on Business Process Management"(président), "International Conference Series on Application and Theory of Petri nets" et "International Workshop Series on Web Services and Formal Methods". Il est également membre de la Koninklijke Hollandsche Maatschappij der Wetenschappen et de l'Academia Europaea. Van der Aalst a été élu membre de l' Académie royale des arts et des sciences des Pays-Bas en 2014.

## Recherche
Ses intérêts de recherche se situent dans les domaines des systèmes d'information, de la gestion des processus métier, de la simulation, des réseaux de Petri, des modèles de processus, des systèmes de gestion de flux de travail, des techniques de vérification, de l'extraction de processus, des systèmes de planification des ressources d'entreprise, du travail coopératif assisté par ordinateur, des services Web, e la réingénierie des processus d'affaires, de l'allocation des ressources et des processus d'affaires interorganisationnels.
Il est un fervent partisan des logiciels open source. Il a initié et dirigé le développement de:
- ProM, un outil de process mining
- YAWL, un système de gestion de flux de travail
- Declare, Woflan, XRL, etc.

Ses travaux ont influencé les normes de l'industrie telles que le Business Process Execution Language (BPEL), la Business process model and notation (BPMN), etc. Les idées de Van der Aalst ont également influencé divers outils logiciels commerciaux largement utilisés tels que Flower, Protos, Futura Reflect, Staffware, WebSphere et ARIS.
D'autres contributions scientifiques de Van der Aalst concernent les domaines de la découverte de processus métier, des chaînes de processus événementielles, de la Workflow Management Coalition et de XPDL.
Van der Aalst est un chercheur hautement cité de l'ISI. Selon Google Scholar, il est le huitième informaticien le mieux classé au monde et le premier parmi les informaticiens hors des États-Unis.

## Distinctions
- 2012 : docteur honoris causa de l'université de Hasselt[5]

## Publications

### Articles
- van der Aalst, Wil M.P. "The application of Petri nets to workflow management." Journal of circuits, systems, and computers 8.01 (1998): 21-66.
- Wil van der Aalst, Arthur H.M. Hofstede, Bartek Kiepuszewski, and Alistair P. Barros (2003). "Workflow Patterns". In: Distributed and Parallel Databases 14 (1): pp. 5–51. DOI 10.1023/A:1022883727209.
- van der Aalst, Wil MP, Arthur HM Ter Hofstede, and Mathias Weske. "Business process management: A survey." Business process management. Springer Berlin Heidelberg, 2003. 1-12.
- van der Aalst, Wil MP, and Arthur HM Ter Hofstede. "YAWL: yet another workflow language." Information systems 30.4 (2005): 245-275.